# Todd James Jackson
Todd James Jackson (* 14. April 1979 in South Bend, Indiana) ist ein US-amerikanischer Schauspieler.

## Leben
Jackson wurde am 14. April 1979 in South Bend im US-Bundesstaat Indiana geboren. Sein Schauspieldebüt gab er 2008 im Kurzfilm Sunshine on Sale und wirkte in den nächsten Jahren als Episodendarsteller in den Fernsehserien Immigrants und All My Children, ehe er 2011 in mehreren Kurzfilmproduktionen mitwirkte. 2012 stellte er im Low-Budget-Film Super Cyclone die Rolle des Lt. Davy Connelly dar. Im Folgejahr war er in der Filmproduktion Captain Battle: Legacy War in der historischen Rolle des Heinrich Himmler zu sehen. Zwischen 2012 und 2014 spielte er in jeweils einer Episode der Fernsehserien General Hospital, Trautes Heim, Mord allein, Schatten der Leidenschaft, 90210, Revelations und My Date with Harry mit. Mitte der 2010er Jahre erhielt er Filmrollen in Fragile World, Dark Revelations und The Rally-LA. 2024 spielte er in der Filmproduktion To the Moon als Gus Grissom mit.

## Filmografie (Auswahl)
- 2008: Sunshine on Sale (Kurzfilm)
- 2009: Immigrants (Fernsehserie, Episode 1x26)
- 2010: All My Children (Fernsehserie, Episode 1x10390)
- 2011: Dirty Dishes (Kurzfilm)
- 2011: In God’s Name (Kurzfilm)
- 2011: I’m Dead (Kurzfilm)
- 2011: The Suit (Kurzfilm)
- 2011: Trace Evidence (Kurzfilm)
- 2012: General Hospital (Fernsehserie, Episode 1x12550)
- 2012: Trautes Heim, Mord allein (Blood Relatives, Fernsehserie, Episode 1x02)
- 2012: Destinea, Our Island
- 2012: Schatten der Leidenschaft (The Young and the Restless, Fernsehserie, Episode 1x9979)
- 2012: Super Cyclone
- 2012: Karma (Kurzfilm)
- 2013: Captain Battle: Legacy War
- 2013: 90210 (Fernsehserie, Episode 5x11)
- 2013: Ax (Kurzfilm)
- 2013: A Leading Man
- 2013: Cold Forest (Kurzfilm)
- 2014: Revelations (Fernsehserie, Episode 1x05)
- 2014: My Date with Harry (Fernsehserie, Episode 1x02)
- 2014: Fragile World
- 2014: Gayfellas (Kurzfilm)
- 2015: The Wrong Profile (Kurzfilm)
- 2015: Dark Corners Horror Anthology (Fernsehserie, Episode 1x01)
- 2015: Dark Revelations
- 2016: The Rally-LA
- 2016: RePlay (Fernsehserie, Episode 1x07)
- 2016: The Purpose of Apples (Kurzfilm)
- 2017: Navy CIS: L.A. (NCIS: Los Angeles, Fernsehserie, Episode 8x13)
- 2017: Vampire Diaries (The Vampire Diaries, Fernsehserie, Episode 8x12)
- 2017: Fresh Off the Boat (Fernsehserie, Episode 3x20)
- 2017: House of Cards (Fernsehserie, Episode 5x01)
- 2019: Hawaii Five-0 (Fernsehserie, Episode 9x16)
- 2019: Bigger (Fernsehserie, Episode 1x10)
- 2019: God Will Forgive (Kurzfilm)
- 2020: Council of Dads (Fernsehserie, Episode 1x04)
- 2022: Bosch: Legacy (Fernsehserie, Episode 1x06)
- 2023: Dark Lullabies: An Anthology by Michael Coulombe
- 2023: What If (Kurzfilm)
- 2023: Terror Lake Drive (Miniserie, Episode 3x03)
- 2024: To the Moon (Fly Me to the Moon)